# Lasioglossum tegulariforme
Lasioglossum tegulariforme is een vliesvleugelig insect uit de familie Halictidae. De wetenschappelijke naam van de soort is voor het eerst geldig gepubliceerd in 1907 door Crawford.